# ベニシリダカ
ベニシリダカ（紅尻高、学名:Rochia conus） は、古腹足類のニシキウズガイ上科に属する巻貝の一種である。近年の遺伝子の研究に基づく分類では、従来のニシキウズガイ科Trochidaeからクボガイ科 Tegulidaeに分けられるようになったのち、さらにクボガイ科とは別のクレードでリュウテン科に属することが示唆されている。

## 外観
殻高は約6cm以下。学名や英名のとおり円錐形の貝殻で、あざやかな紅白の縦帯で彩られる。表面には螺肋にそって顆粒があるが、螺層縫合上に突起は無いかまたは弱くて不明瞭。殻底部周縁は角張っているものと丸みを帯びたものがあり、底面は平らで臍孔がある。

## 分布
紀伊半島以南の西太平洋沿岸の潮間帯の岩礁に棲み、歯舌で藻類を削り取って食べる。